# Juan Cole

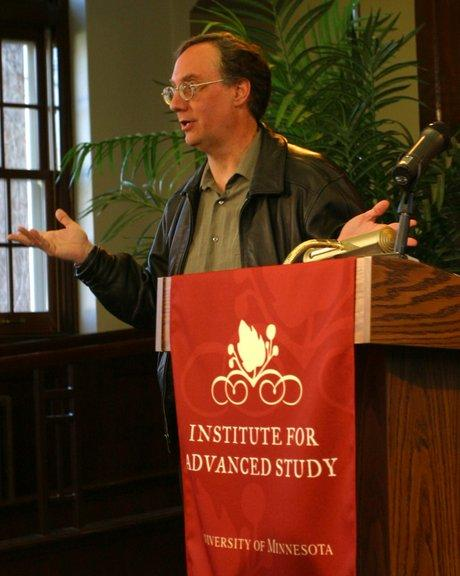
Juan Cole 2007 in der University of Minnesota.

John Ricardo I. „Juan“ Cole (* Oktober 1952) ist ein US-amerikanischer Intellektueller und Historiker des modernen Nahen Ostens und Südasiens. Er ist Professor für Geschichte an der University of Michigan. Als Kommentator für Nahost-Angelegenheiten erschien er in Printmedien und im Fernsehen und sprach vor dem Senat der Vereinigten Staaten. Cole veröffentlichte mehrere Bücher zum Nahen Osten und ist Übersetzer für Arabisch und Persisch. Ab 2002 schrieb er den Blog Informed Comment.